# Maria Cioncanová
Maria Cioncanová (19. června 1977, Maieru, Bistrița-Năsăud – 21. ledna 2007, Pleven, Bulharsko) byla rumunská atletka, běžkyně, která se specializovala na střední tratě.
Největší úspěch své kariéry zaznamenala v roce 2004 na letních olympijských hrách v Athénách, kde vybojovala bronzovou medaili v běhu na 1500 metrů v osobním rekordu 3:58,39. V cíli nestačila jen na Britku Kelly Holmesovou (zlato) a Rusku Taťjanu Tomašovovou (stříbro). V závodě na 800 metrů skončila ve finále na 7. místě.
Zemřela ve věku 29 let při automobilové nehodě při návratu ze soustředění v Řecku. Nedaleko bulharského Plevenu ztratila kontrolu nad svým vozem a narazila do stromu.